# Ádánd
Ádánd är en ort i Ungern.   Den ligger i provinsen Somogy, i den västra delen av landet, 100 km sydväst om huvudstaden Budapest. Ádánd ligger 118 meter över havet och antalet invånare är 2 306.
Terrängen runt Ádánd är platt. Runt Ádánd är det ganska glesbefolkat, med 36 invånare per kvadratkilometer. Närmaste större samhälle är Siófok, 9,5 km nordväst om Ádánd. Trakten runt Ádánd består till största delen av jordbruksmark.